# Mistrovství světa v ledním hokeji 2015 (Divize I)
První divize 2015 se hrála v polském Krakově (skupina A) a v nizozemském Eindhovenu (skupina B). Skupina A se původně měla hrát v ukrajinském Doněcku, avšak z důvodu probíhající války s proruskými separatisty se Ukrajina vzdala pořadatelství.

## Herní systém
Skupiny A a B nebyly rovnocenné a mezi nimi se postupovalo a sestupovalo. V každé skupině hrálo 6 týmů, které se utkaly navzájem každý s každým. První dva týmy ze skupiny A postoupily na Mistrovství světa v ledním hokeji 2016, poslední tým ze skupiny A sestoupil do skupiny B. První tým ze skupiny B postoupil do skupiny A I. divize, poslední tým sestoupil do skupiny A II. divize.

## Skupina A
Skupina A se hrála od 18. do 24. dubna 2015.

### Účastníci
| Tým        | Kvalifikace                                                  |
| ---------- | ------------------------------------------------------------ |
| Itálie     | 15. místo na Mistrovství světa v ledním hokeji 2014 a sestup |
| Kazachstán | 16. místo na Mistrovství světa v ledním hokeji 2014 a sestup |
| Japonsko   | 3. místo v Divizi I 2014 - Skupina A                         |
| Ukrajina   | 4. místo v Divizi I 2014 - Skupina A                         |
| Maďarsko   | 5. místo v Divizi I 2014 - Skupina A                         |
| Polsko     | Pořadatel, 1. místo v Divizi I 2014 - Skupina B a postup     |

### Výsledky
|  | Dva týmy postupující na Mistrovství světa v ledním hokeji 2016 (do elitní skupiny) |
|  | Jeden tým sestupující do skupiny B                                                 |

| P | Tým        | Z | V | VP | PP | P | GV | GI | +/- | B  |
| - | ---------- | - | - | -- | -- | - | -- | -- | --- | -- |
| 1 | Kazachstán | 5 | 5 | 0  | 0  | 0 | 23 | 6  | +17 | 15 |
| 2 | Maďarsko   | 5 | 4 | 0  | 0  | 1 | 14 | 11 | +3  | 12 |
| 3 | Polsko     | 5 | 2 | 0  | 0  | 3 | 9  | 9  | 0   | 6  |
| 4 | Japonsko   | 5 | 2 | 0  | 0  | 3 | 10 | 16 | -6  | 6  |
| 5 | Itálie     | 5 | 1 | 1  | 0  | 3 | 7  | 12 | -5  | 5  |
| 6 | Ukrajina   | 5 | 0 | 0  | 1  | 4 | 8  | 17 | -9  | 1  |

#### Zápasy
| 19. dubna 2015 13:00 | Maďarsko | 4:2 (1–1, 1–1, 2–0) | Japonsko |  |  |

| Report |

| 19. dubna 2015 16:30 | Kazachstán | 5:2 (2–0, 1–0, 2–2) | Ukrajina |  |  |

| Report |

| 19. dubna 2015 20:00 | Polsko | 1:2 (0–1, 1–1, 0–0) | Itálie |  |  |

| Report |

| 20. dubna 2015 13:00 | Kazachstán | 5:0 (1-0, 3-0, 1-0) | Maďarsko |  |  |

| Report |

| 20. dubna 2015 16:30 | Itálie | 2:1 PP (0-0, 1-1, 0-0 - 1-0 ) | Ukrajina |  |  |

| Report |

| 20. dubna 2015 20:00 | Japonsko | 0:2 (0-0, 0-0, 0-2) | Polsko |  |  |

| Report |

| 22. dubna 2015 13:00 | Itálie | 1:4 (0-2, 0-0, 1-2) | Maďarsko |  |  |

| Report |

| 22. dubna 2015 16:30 | Kazachstán | 7:2 (3-0, 0-0, 4-2) | Japonsko |  |  |

| Report |

| 22. dubna 2015 20:00 | Polsko | 3:2 (0-0, 1-0, 2-2) | Ukrajina |  |  |

| Report |

| 23. dubna 2015 13:00 | Japonsko | 3:2 (0-1, 1-0, 2-1) | Itálie |  |  |

| Report |

| 23. dubna 2015 16:30 | Ukrajina | 2:4 (0-0, 2-1, 0-3) | Maďarsko |  |  |

| Report |

| 23. dubna 2015 20:00 | Kazachstán | 3:2 (0-0, 2-1, 1-1) | Polsko |  |  |

| Report |

| 25. dubna 2015 13:00 | Japonsko | 3:1 (0-0, 3-1, 0-0) | Ukrajina |  |  |

| Report |

| 25. dubna 2015 16:30 | Itálie | 0:3 (0-1, 0-0, 0-2) | Kazachstán |  |  |

| Report |

| 25. dubna 2015 20:00 | Maďarsko | 2:1 (0-0, 0-0, 2-1) | Polsko |  |  |

| Report |

## Skupina B
Skupina B se hrála od 13. do 19. dubna 2015.

### Účastníci
| Tým            | Kvalifikace                                     |
| -------------- | ----------------------------------------------- |
| Jižní Korea    | 6. místo v Divizi I 2014 - Skupina A a sestup   |
| Chorvatsko     | 2. místo v Divizi I 2014 - Skupina B            |
| Litva          | 3. místo v Divizi I 2014 - Skupina B            |
| Velká Británie | 4. místo v Divizi I 2014 - Skupina B            |
| Nizozemsko     | Pořadatel, 5. místo v Divizi I 2014 - Skupina B |
| Estonsko       | 1. místo v Divizi II 2014 - Skupina A a postup  |

### Výsledky
|  | Jeden tým postupující do skupiny A           |
|  | Jeden tým sestupující do skupiny A divize II |

| P | Tým            | Z | V | VP | PP | P | GV | GI | +/- | B  |
| - | -------------- | - | - | -- | -- | - | -- | -- | --- | -- |
| 1 | Jižní Korea    | 5 | 4 | 0  | 0  | 1 | 30 | 11 | +19 | 12 |
| 2 | Velká Británie | 5 | 3 | 1  | 0  | 1 | 13 | 10 | +3  | 11 |
| 3 | Litva          | 5 | 3 | 0  | 0  | 2 | 11 | 12 | -1  | 9  |
| 4 | Chorvatsko     | 5 | 2 | 0  | 1  | 2 | 16 | 20 | -4  | 7  |
| 5 | Estonsko       | 5 | 1 | 0  | 0  | 4 | 10 | 21 | -11 | 3  |
| 6 | Nizozemsko     | 5 | 1 | 0  | 0  | 4 | 9  | 15 | -6  | 3  |

- O sestupu Nizozemska rozhodl výsledek vzájemného zápasu s Estonskem.

| 13. dubna 2015 13:30 | Velká Británie | 3 : 2 (0:1, 0:0, 2:1, 1:0) | Chorvatsko |  |  |

| Report |

| 13. dubna 2015 17:00 | Estonsko | 3 : 7 (1:2, 1:3, 1:2) | Jižní Korea |  |  |

| Report |

| 13. dubna 2015 20:30 | Nizozemsko | 0 : 1 (0:1, 0:0, 0:0) | Litva |  |  |

| Report |

| 14. dubna 2015 13:30 | Velká Británie | 2 : 1 (1:0, 0:1, 1:0) | Estonsko |  |  |

| Report |

| 14. dubna 2015 17:00 | Chorvatsko | 4 : 1 (0:1, 2:0, 2:0) | Litva |  |  |

| Report |

| 14. dubna 2015 20:30 | Jižní Korea | 7 : 1 (2:0, 3:1, 2:0) | Nizozemsko |  |  |

| Report |

| 16. dubna 2015 13:30 | Litva | 6 : 1 (2:0, 0:1, 4:0) | Estonsko |  |  |

| Report |

| 16. dubna 2015 17:00 | Jižní Korea | 2 : 3 (1:0, 1:2, 0:1) | Velká Británie |  |  |

| Report |

| 16. dubna 2015 20:30 | Chorvatsko | 2 : 5 (2-2, 0-1, 0-2) | Nizozemsko |  |  |

| Report |

| 18. dubna 2015 13:30 | Litva | 0 : 5 (0-0, 0-3, 0-2) | Jižní Korea |  |  |

| Report |

| 18. dubna 2015 17:00 | Chorvatsko | 5 : 2 (1-2, 2-0, 2-0) | Estonsko |  |  |

| Report |

| 18. dubna 2015 20:30 | Velká Británie | 3 : 2 (3-1, 0-0, 0-1) | Nizozemsko |  |  |

| Report |

| 19. dubna 2015 13:30 | Jižní Korea | 9 : 4 (1–1, 5–2, 3–1) | Chorvatsko |  |  |

| Report |

| 19. dubna 2015 17:00 | Litva | 3 : 2 (0–1, 2–0, 1–1) | Velká Británie |  |  |

| Report |

| 19. dubna 2015 20:30 | Nizozemsko | 1 : 3 (0–2, 1–0, 0–1) | Estonsko |  |  |

| Report |